# 複雑
| ウィキペディアには「複雑」という見出しの百科事典記事はありません（タイトルに「複雑」を含むページの一覧/「複雑」で始まるページの一覧）。 代わりにウィクショナリーのページ「複雑」が役に立つかもしれません。 |